# Katie Schlukebir
Katie Schlukebir (née le 29 avril 1975 à Kalamazoo, Michigan) est une joueuse de tennis américaine, professionnelle de juillet 1997 à 2002.
Associée à sa compatriote Amy Frazier, elle a été quart de finaliste en double dames à l'US Open en 1998.
Avec la même partenaire, elle a gagné un titre WTA à Québec en 1999.
Elle entraîne aujourd'hui sa compatriote Alexa Glatch.

## Palmarès

### Titre en double dames
| No | Date       | Nom et lieu du tournoi | Catégorie | Dotation  | Surface         | Partenaire  | Finalistes               | Score    |          |
| -- | ---------- | ---------------------- | --------- | --------- | --------------- | ----------- | ------------------------ | -------- | -------- |
| 1  | 01-11-1999 | Challenge Bell Québec  | Tier III  | 180 000 $ | Moquette (int.) | Amy Frazier | Cara Black Debbie Graham | 6-2, 6-3 | Parcours |

### Finale en double dames
| No | Date       | Nom et lieu du tournoi                     | Catégorie | Dotation  | Surface    | Vainqueures                    | Partenaire          | Score     |          |
| -- | ---------- | ------------------------------------------ | --------- | --------- | ---------- | ------------------------------ | ------------------- | --------- | -------- |
| 1  | 01-01-2001 | Thalgo Hardcourts Championships Gold Coast | Tier III  | 170 000 $ | Dur (ext.) | Giulia Casoni Janette Husárová | Meghann Shaughnessy | 7-69, 7-5 | Parcours |

## Parcours en Grand Chelem

### En simple
N'a jamais participé à un tableau final.

### En double dames
| Année | Open d'Australie             | Open d'Australie         | Internationaux de France     | Internationaux de France   | Wimbledon                   | Wimbledon                 | US Open                      | US Open                    |
| ----- | ---------------------------- | ------------------------ | ---------------------------- | -------------------------- | --------------------------- | ------------------------- | ---------------------------- | -------------------------- |
| 1992  | -                            | -                        | -                            | -                          | -                           | -                         | 1er tour (1/32) Julie Steven | MJ Fernández Zina Garrison |
| 1998  | -                            | -                        | 2e tour (1/16) Erika de Lone | Likhovtseva Ai Sugiyama    | 2e tour (1/16) Amy Frazier  | L. Davenport N. Zvereva   | 1/4 de finale Amy Frazier    | Lisa Raymond Rennae Stubbs |
| 1999  | 1er tour (1/32) Amy Frazier  | L. Davenport N. Zvereva  | 2e tour (1/16) Amy Frazier   | S. Williams V. Williams    | 3e tour (1/8) Amy Frazier   | L. Davenport C. Morariu   | 2e tour (1/16) Amy Frazier   | Liezel Huber Kimberly Po   |
| 2000  | 1er tour (1/32) Amy Frazier  | A. Kournikova B. Schett  | 1er tour (1/32) Amy Frazier  | M. Grzybowska E. Tatarkova | 3e tour (1/8) Amy Frazier   | A. Kournikova N. Zvereva  | 2e tour (1/16) Amy Frazier   | T. Garbin J. Husárová      |
| 2001  | 2e tour (1/16) Amy Frazier   | Mary Pierce S. Testud    | 2e tour (1/16) Amy Frazier   | K. Hrdličková B. Rittner   | 2e tour (1/16) Amy Frazier  | V. Ruano Paola Suárez     | 2e tour (1/16) Amy Frazier   | J. Capriati M. Hingis      |
| 2002  | 1er tour (1/32) E. Tatarkova | Els Callens Nicole Pratt | 1er tour (1/32) Tina Pisnik  | Dája Bedáňová Elena Bovina | 1er tour (1/32) Tina Pisnik | Dominikovic Jessica Steck | 1er tour (1/32) Brie Rippner | Lisa Raymond Rennae Stubbs |

Sous le résultat, la partenaire ; à droite, l’ultime équipe adverse.

### En double mixte
| Année | Open d'Australie          | Open d'Australie       | Internationaux de France   | Internationaux de France | Wimbledon                    | Wimbledon                 | US Open                       | US Open                 |
| ----- | ------------------------- | ---------------------- | -------------------------- | ------------------------ | ---------------------------- | ------------------------- | ----------------------------- | ----------------------- |
| 1999  | -                         | -                      | 2e tour (1/16) Mike Bryan  | P. Tarabini T. Carbonell | 1er tour (1/32) Mike Bryan   | A. Kournikova J. Björkman | 1er tour (1/16) Mike Bryan    | R. McQuillan A. Florent |
| 2000  | 2e tour (1/8) B. Haygarth | K. Boogert David Adams | 2e tour (1/16) B. Haygarth | Ai Sugiyama J. de Jager  | 1/4 de finale Eric Taino     | Kim Clijsters L. Hewitt   | -                             | -                       |
| 2001  | -                         | -                      | -                          | -                        | 2e tour (1/16) Jason Weir    | B. Rittner K. Braasch     | 1er tour (1/16) P. Goldstein  | A. Sánchez Jared Palmer |
| 2002  | -                         | -                      | -                          | -                        | 2e tour (1/16) D. Macpherson | Likhovtseva M. Bhupathi   | 1er tour (1/16) D. Macpherson | Kimberly Po D. Johnson  |

Sous le résultat, le partenaire ; à droite, l’ultime équipe adverse.

## Classements WTA en fin de saison

### En simple
| Année | 1997 | 1998 | 1999 | 2000 | 2001 | 2002 |
| Rang  | 478  | 190  | 383  | 531  | 936  | 552  |

Source : (en) « Classements de Katie Schlukebir », sur le site officiel du WTA Tour

### En double
| Année | 1997 | 1998 | 1999 | 2000 | 2001 | 2002 |
| Rang  | 234  | 61   | 55   | 68   | 64   | 128  |

Source : (en) « Classements de Katie Schlukebir », sur le site officiel du WTA Tour